# Podoxymys roraimae
Podoxymys roraimae is een zoogdier uit de familie van de Cricetidae. De wetenschappelijke naam van de soort werd voor het eerst geldig gepubliceerd door Harold Elmer Anthony in 1929.
Het dier is anno 2014 slechts zeven keer waargenomen. Het komt voor in Zuid-Amerika en werd meer bepaald waargenomen op de Roraima-berg op de grens van Guyana, Venezuela en Brazilië en op de Wei Assipu-tepui in Guyana.
Akodon · Bibimys · Blarinomys · Brucepattersonius · Castoria · Dankomys† · Deltamys · Gyldenstolpia · Juscelinomys · Kunsia · Lenoxus · Necromys · Oxymycterus · Podoxymys · Scapteromys · Thalpomys · Thaptomys